# Valverde (Ciudad Real)
Valverde es una localidad española dependiente del municipio de Ciudad Real, en la comunidad autónoma de Castilla-La Mancha.

## Geografía
Se encuentra a unos 10 km al oeste de la capital provincial, por la carretera nacional N-430. Valverde se encuentra en pleno Campo de Calatrava, con un relieve montañoso y volcánico. A 2,5 km del casco urbano se encuentra el cráter y laguna de La Posadilla, declarada monumento natural por la Junta de Comunidades de Castilla-La Mancha.

## Historia
A mediados del siglo XIX, el lugar contaba con una población censada de 600 habitantes. La localidad aparece descrita en el decimoquinto volumen del Diccionario geográfico-estadístico-histórico de España y sus posesiones de Ultramar de Pascual Madoz de la siguiente manera:

VALVERDE: ald. con alc. p. en la prov., part. jud. y térm. jurisd. de Ciudad-Real (2 leg.): sit. en un valle á la der. del Guadiana, es de clima vario, reinan los vientos E. y S. y se padecen tercianas: tiene 96 casas de planta baja, en 3 plazuelas y 8 calles regularmente anchas, y algunas empedradas; escuela desempeñada por un vec. sin titulo á la que asisten 20 niños; igl. parr. (La Concepcion y San Pedro y San Pablo), con curato de entrada y provision ordinaria y á su inmediacion el cementerio; se surte de aguas potables en un pozo, fuera del pueblo y en la fuente del arrollar, que es muy buena. Aunque enclavada la ald. en térm. de Ciudad-Real, confinan sus terrenos propios por N. con térm. de Picón; E. Ciudad-Real, S. Poblete, O. Alcolea, encontrándose en su radio los cas. de Benavente, Galiana, Santa Maria y la Posadilla, que son anejos á la parr.; 5 deh. de pasto; las 2 boyales propias de la ald., otra de los propios de Ciudad-Real y las otras dos de propiedad particular; una huerta propia del párroco, en una isla del Guadiana, con muchos sauces y frutales; un monte llamado de las encinas, con almendros amargos y otros arbustos; otro montecillo de mata baja llamado de Cornicabras; muchas canteras de piedra blanca y morena, algunas de cal y una mina de azabache sin beneficiar. El terreno es superior: los caminos vecinales: el correo se recibe en la cap. por los mismos interesados. prod.: granos; se mantiene ganado lanar y vacuno y se cria abundante caza y pesca. pobl.: 130 vec., 600 alm. riqueza y contr. con la matriz.
(Madoz, 1849, p. 498)

## Demografía
El anejo de Valverde cuenta con 472 habitantes (INE.2010). Su dinámica demográfica es regresiva al menos desde el 2000, año en que contaba con 514 habitantes.

## Servicios
Valverde cuenta con un colegio público, una farmacia, servicio diario de autobuses a Ciudad Real de la empresa AISA, centro de salud.

## Fiestas y tradiciones
El patrón de esta pedanía es San Pantaleón, cuya imagen se venera en la Iglesia de la Inmaculada Concepción. Las fiestas en honor al Santo se celebran el 27 de julio.